# Pantopipetta angusta
Pantopipetta angusta là một loài nhện biển trong họ Austrodecidae. Loài này thuộc chi Pantopipetta. Pantopipetta angusta được miêu tả khoa học năm 1981 bởi Stock.